# Ludwig Philipp von Engelbrecht
Ludwig Philipp von Engelbrecht (* 1. Februar 1758 auf Usedom; † 4. September 1818 in Königsberg) war ein preußischer Ingenieuroffizier, zuletzt Oberst.

## Leben

### Herkunft
Engelbrecht entstammte der weitverzweigten Familie Engelbrecht. Sein Vater war der preußische Oberamtmann zu Löwitz, Daniel Christian Engelbrecht (1722–1790).

### Laufbahn
Engelbrecht besuchte das Gymnasium in Stettin und wurde 1774 Volontär im Ingenieur-Corps der Preußischen Armee, wo schon sein Onkel in Dienst stand. So brachte er sich bei den Festungsarbeiten in Kolberg ein. 1777 wurde er Kondukteur bei den Bauarbeiten in Grabow und Graudenz. Im Bayerischen Erbfolgekrieg 1778 war Engelbrecht Generalquartiermeister bei Prinz Heinrich von Preußen. Danach stand er 1779 in Berlin, avancierte 1783 zum Leutnant und ging 1788 an die Ingenieurakademie in Potsdam.
Während des Ersten Koalitionskrieges stand er bei der Rheinarmee und nahm er an den Belagerungen von Longwy, Verdun, Mainz und Landau teil. Hier hat er am 29. Juli 1793 als Adjutant bei der Belagerung von Mainz den Orden Pour le Mérite erhalten. 1796 stand er in der Demarkationsarmee in Westfalen. Anschließend war er Ingenieuroffizier vom Platz in Graudenz und avancierte am 29. Februar 1805 zum Major. Nach der Niederlage Preußens und dem Frieden von Tilsit wurde Engelbrecht am 9. Juli 1807 bei 400 Thaler auf Halbsold gesetzt, war aber bereits 1808 Brigadier der Festungen in Preußen.
Während der Befreiungskriege nahm Engelbrecht vom 28. März bis 4. April 1813 an der Belagerung von Thorn teil, wo er für seinen Einsatz mit dem Eisernen Kreuz II. Klasse und dem St. Georgs-Orden IV. Klasse geehrt wurde. Letzterer brachte ihm zusätzlich die Hebung in den erblichen Adel ein. 1814 erfolgte seine Beförderung zum Oberstleutnant und 1815 schließlich zum Oberst. Er war Brigadier der Festungen in Preußen zu Königsberg.

### Familie
Er vermählte sich 1800 in Rees mit Freiin Wilhelmine Luise Charlotte Alexandrine von Plettenberg aus dem Hause Schwarzenberg (1769–1807). Sie war die Tochter des Christoph zu Schwarzenberg und Borghausen (1730–1797) und der Freiin Henriette Marie Christiane Charlotte Quadt-Wykradt-Hüchtenbruck (1736–1777).
Aus der Ehe gingen drei Kinder hervor:
1. Wilhelm Julius Albert Theodor Dietrich (1802–1862), preußischer Oberstleutnant im Ingenieur-Corps
2. Selma Caroline Luise Augusta (* 1804)
3. Eugen Ludwig Eldor Robert (1806–1896), preußischer Major im 17. Landwehr-Regiment ⚭I Luise Willer (1811–1851)[5]; ⚭II Auguste von Vietsch (1822–1894)[6]